# Optakt
|  | For thrash metal-bandet, se Anacrusis (band) |
Anakrusis eller anakruse (ofte også kaldet optakt) er i musikteori noden eller noderne, nogle gange ligefrem en hel frase, som kommer før det første nedslag i en takt. På engelsk omtales en anakruse også ofte som "pickup-noder" eller "pick-up takter", hvilket henviser til synkopen. Et stykke musik som begynder med en anakrusis vil ofte slutte før det sidste slag i den sidste takt, for at holde antallet af takter i hele stykket på et helt nummer.
I sangen "Happy Birthday to You" danner anakrusen ordet "Happy", og trykket er på "Birthday".
I "The Star-Spangled Banner" er ordet "Oh" i den første linje en anakruse både i musikken og i digtets anapæstiske versemål:
| x   | /    | x   | x   | /    | x  | x   | /      | x   | x  | /          |  |
| Oh, | say, | can | you | see, | by | the | dawn's | ear | ly | light. . . |  |
Også den danske nationalsang Der er et yndigt land har optakt. Her er det det første ord "Der".

## Reference
1. ↑  Salmonsens konversationsleksikon